# Copa de España de balonmano
La Copa de España de balonmano masculino es una competición española entre clubes de balonmano que se celebra en formato final a cuatro. Fue creada en la temporada 2023-24 para sustituir a la Copa Asobal y está organizada por la Real Federación Española de Balonmano.
El equipo más laureado es el Fútbol Club Barcelona, con 2 títulos.

## Sistema de competición
El torneo se celebra en formato de final a cuatro en fase única. Los clubes que compitieron en la primera edición fueron los tres primeros clasificados antes del sorteo y el equipo organizador. Los partidos de semifinales se sortean anteriormente, dirimiéndose la final en función de los ganadores de cada una de las semifinales. En la temporada 2024/25, fueron los cuatro primeros equipos clasificados los que disputan el torneo.
En la primera jornada se disputan dos partidos de semifinales. Los ganadores de cada semifinal disputan, al día siguiente, la final.

## Historial
| Temporada | Sede            | Campeón      | Subcampeón         | Resultado | Máximo Goleador        | MVP                | Mejor Portero           | Pareja arbitral                                  |
| --------- | --------------- | ------------ | ------------------ | --------- | ---------------------- | ------------------ | ----------------------- | ------------------------------------------------ |
| 2023/24   | Irún            | FC Barcelona | Logroño La Rioja   | 31-28     | Dika Mem (15)          | Dika Mem           | Gonzalo Pérez de Vargas | Ignacio García Serradilla y Andreu Marín Lorente |
| 2024/25   | Arrecife y Tías | FC Barcelona | Bathco Torrelavega | 37-34     | Melvyn Richardson (10) | Timothey N'Guessan | Gonzalo Pérez de Vargas | José Manuel Iniesta y Alberto García             |

## Palmarés
| Club                       | Títulos | Subcampeonatos |
| -------------------------- | ------- | -------------- |
| FC Barcelona               | 2       | 0              |
| Balonmano Logroño La Rioja | 0       | 1              |
| Bathco Torrelavega         | 0       | 1              |

## Creación y polémica
ASOBAL (Asociación de Clubes de Balonmano) y RFEBM (Real Federación Española de Balonmano) tuvieron un tira y afloja con intercambio de acusaciones y comunicados (incluso interpelaciones entre los dos presidentes, Francisco Blázquez y Servando Revuelta días previos a la disputa de la primera edición. 
ASOBAL defendía la gestión y organización del torneo y la RFEBM, por su parte, decía que, al convertirse la Liga ASOBAL en una competición profesional reconocida por el Consejo Superior de Deportes, el convenio entre las dos entidades había dejado de tener validez (ASOBAL perdía el derecho a organizar la Copa ASOBAL). Los clubes que pertenecen a ASOBAL llegaron a plantarse días antes, aunque la no asistencia al torneo, ahora organizado por la RFEBM, acarreaba sanciones de entre 3.000 y 30.000€, además de una suspensión de dos años. Sin embargo acabaron jugando la competición al aceptar el ente federativo el acuerdo de ASOBAL con el operador televisivo LaLiga+.